# Naoto Andō
Naoto Andō (japanisch 安藤 由翔 Andō Naoto; * 28. August 1991 in Kobe) ist ein japanischer Fußballspieler.

## Karriere
Andō erlernte das Fußballspielen in der Universitätsmannschaft der Sangyō-Universität Kyōto. Seinen ersten Vertrag unterschrieb er 2013 bei Gainare Tottori. Der Verein spielte in der zweithöchsten Liga des Landes, der J2 League. Am Ende der Saison 2013 stieg der Verein in die J3 League ab. Für den Verein absolvierte er 66 Ligaspiele. 2016 wechselte er zum Zweitligisten Renofa Yamaguchi FC. Für den Verein absolvierte er 13 Ligaspiele. 2017 wechselte er zum Drittligisten Tochigi SC. Für den Verein absolvierte er fünf Ligaspiele. Im August 2017 wechselte er zum Ligakonkurrenten Giravanz Kitakyushu. Für den Verein absolvierte er 33 Ligaspiele. 2019 wechselte er für zweit Jahre zum Ligakonkurrenten Fujieda MYFC. Nach Vertragsende ging er im Januar 2021 nach Toyama. Hier unterschrieb er einen Vertrag beim Drittligisten Kataller Toyama. Nach 69 Ligaspielen, in denen er sechs Treffer erzielte, wechselte er im Januar 2024 nach Hachinohe zu dem ebenfalls in der dritten Liga spielenden Vanraure Hachinohe.